# Gran Premio de Honor
El Gran Premio de Honor es una carrera de caballos de Argentina y se disputa en la arena del Hipódromo Argentino de Palermo sobre la distancia de 2000 metros. Es una competencia de Grupo 1 en la escala internacional, para todo caballo de 3 años y más edad.
Se realiza en el mes de abril y resulta la carrera más destacada de la reunión, junto a otro clásico similar en distancia y condición, pero exclusivo para hembras y sobre césped, el Gran Premio Gilberto Lerena. Hasta el año 2006 inclusive, este cotejo se corrió sobre la distancia de 2500 metros, en el mes de octubre.
La copa de este clásico lleva el nombre de Julio Alejandro y Carlos Alberto Menditéguy, dos criadores argentinos de sangre pura de carrera y destacados polistas, fundadores del mítico Haras El Turf.

## Últimos ganadores del Honor
| Año  | Ganador              | País | Jockey                   | País | Padre              | País | Madre            | País | Criador                             | Caballeriza      | Colores            |
| ---- | -------------------- | ---- | ------------------------ | ---- | ------------------ | ---- | ---------------- | ---- | ----------------------------------- | ---------------- | ------------------ |
| 2025 | Crazy Talent         |      | Juan Carlos Noriega      |      | Equal Talent       |      | Maluca Pay       |      | La Caballeriza S.A.                 | Aladino          |                    |
| 2024 | Jazz Seiver          |      | Adrián Giannetti         |      | Catcher In The Rye |      | Jazz Catch       |      | Haras Firmamento                    | Las Monjitas     |                    |
| 2023 | Miriñaque            |      | Francisco Gonçalves      |      | Hurricane Cat      |      | Langostura       |      | Haras De La Pomme                   | Parque Patricios |                    |
| 2022 | Dreaman              |      | Cristian Velázquez       |      | Galicado           |      | Didjerama        |      | El Turf                             | Vientos Del 80   |                    |
| 2021 | Strategos            |      | Francisco Gonçalves      |      | Zensational        |      | Candy Woman      |      | Haras La Pasión y Haras Ojos Claros | Ojos Claros      |                    |
| 2020 | No hubo por pandemia |      |                          |      |                    |      |                  |      |                                     |                  |                    |
| 2019 | Wild Stream          |      | Iván Eduardo Monasterolo |      | Boboman            |      | Mill Stream      |      | Iván Rafael Ayerza y Marcos Ayerza  | El Granate       | Horse racing silks |
| 2018 | Balompié             |      | Jose Aparecido da Silva  |      | Equal Stripes      |      | Bambali          |      | Haras El Turf                       | S. de B.         | Horse racing silks |
| 2017 | Fiskardo             |      | Octavio Arias            |      | Not For Sale       |      | Ride On Baby     |      | Roberto José Mac Laughlin           | Mate y Venga     | Horse racing silks |
| 2016 | El Margot            |      | Altair Domingos          |      | El Garufa          |      | Reina Margot     |      | Luis María Aramburu                 | Don Luis         | Horse racing silks |
| 2015 | Forever Sale         |      | Octavio Arias            |      | Not For Sale       |      | Forever Now      |      | Haras Arroyo de Luna                | Mate y Venga     | Horse racing silks |
| 2014 | Mystery Train        |      | Mario Leyes              |      | Not For Sale       |      | American Whisper |      | Haras Arroyo de Luna                | Mate y Venga     | Horse racing silks |
| 2013 | Arte Pop             |      | Jorge Ruíz Díaz          |      | Mutakddim          |      | Arteba           |      | Haras La Quebrada                   | La Quebrada      | Horse racing silks |
| 2012 | Rabid In The Rye     |      | Edwin Talaverano         |      | Catcher In The Rye |      | Hidden Rabid     |      | Haras La Biznaga                    | Las Canarias     | Horse racing silks |
| 2011 | Immaculate           |      | Pablo Falero             |      | Hennessy           |      | Lady Irene       |      | Haras Fazenda Mondesir              | S.J.             | Horse racing silks |
| 2010 | Lingote de Oro       |      | José Ricardo Méndez      |      | Orpen              |      | Laika            |      | Haras La Providencia                | Keyser Soze      | Horse racing silks |
| 2009 | Latency              |      | Julio César Méndez       |      | Slew Gin Fizz      |      | Latencia         |      | Haras Las Dos Manos                 | El Bobo          | Horse racing silks |
| 2008 | Body Soguero         |      | Juan Carlos Noriega      |      | Body Glove         |      | Visee de Femme   |      | Interstal S.A. y Arturo Moscón      | Fejiparema       | Horse racing silks |
| 2007 | El Charleta          |      | Gustavo Calvente         |      | Missionary         |      | Charolada        |      | Haras Las Camelias                  | Juanito's        | Horse racing silks |
| 2006 | Storm Mayor          |      | Pablo Falero             |      | Bernstein          |      | Maya Toss        |      | Haras La Biznaga                    | Starlight        | Horse racing silks |
| 2005 | Matador Marshal      |      | Gustavo Calvente         |      | Parade Marshal     |      | Mat Music        |      | Haras Firmamento                    | Asunción         | Horse racing silks |
| 2004 | Tino Wells           |      | Edgardo Gramática        |      | Poliglote          |      | Tina Champ       |      | Haras Firmamento                    | S. de B.         | Horse racing silks |
| 2003 | Grand Vitesse        |      | Pablo Falero             |      | Potrillón          |      | La Gran Senora   |      | Álvaro Vargas Lerena                | EVG              | Horse racing silks |
| 2002 | Gold Fire            |      | Pedro Robles             |      | Firery Ensign      |      | Sara Gold        |      | Haras Firmamento                    | Eme Ele          | Horse racing silks |
| 2001 | Tuozzo               |      | Juan Carlos Noriega      |      | Sonus              |      | Riberina         |      | Haras La Gringa                     | Mariano A.       | Horse racing silks |
| 2000 | Mash                 |      | Juan Jarcovsky           |      | Equalize           |      | Nashville        |      | Haras El Turf                       | Los Carlos       | Horse racing silks |
| 1999 | Warllon              |      | Jacinto Herrera          |      | Potrillón          |      | Warlock          |      | Haras La Madrugada                  | Tori             | Horse racing silks |
| 1998 | Snappy John          |      | Jacinto Herrera          |      | Forlitano          |      | Shecky Vous      |      | Larry Metheney y Thomas Tribolet    | Chopy            | Horse racing silks |
| 1997 | Merlin Sil           |      | Jacinto Herrera          |      | Silence            |      | Take The Honours |      | Haras Caryjuan                      | Caryjuan         | Horse racing silks |
| 1996 | Bonaventura          |      | Oscar Conti              |      | Merce Cunningham   |      | Balromana        |      | Haras La Quebrada                   | Meli             | Horse racing silks |
| 1995 | Potrialma            |      | Juan Carlos Noriega      |      | Potrillazo         |      | Palm             |      | Haras La Madrugada                  | Tori             | Horse racing silks |
| 1994 | Potridoon            |      | Pablo Falero             |      | Potrillazo         |      | Palm             |      | Haras La Madrugada                  | Tori             | Horse racing silks |
| 1993 | Bambou               |      | Juan Maciel              |      | Farnesio           |      | Bambulina        |      | Haras El Turf                       | El Turf          | Horse racing silks |